# Kościół Bożego Ciała w Gutach
Kościół pod wezwaniem Bożego Ciała w Gutach – zabytkowy, drewniany kościół w Gutach w granicach administracyjnych miasta Trzyniec, w kraju morawsko-śląskim, w Czechach (w historycznym regionie Śląska Cieszyńskiego). Był kościołem filialnym parafii św. Michała Archanioła w Trzycieżu, jednym z najstarszych drewnianych kościołów na Zaolziu. Spłonął doszczętnie w nocy z 1 na 2 sierpnia 2017 roku.

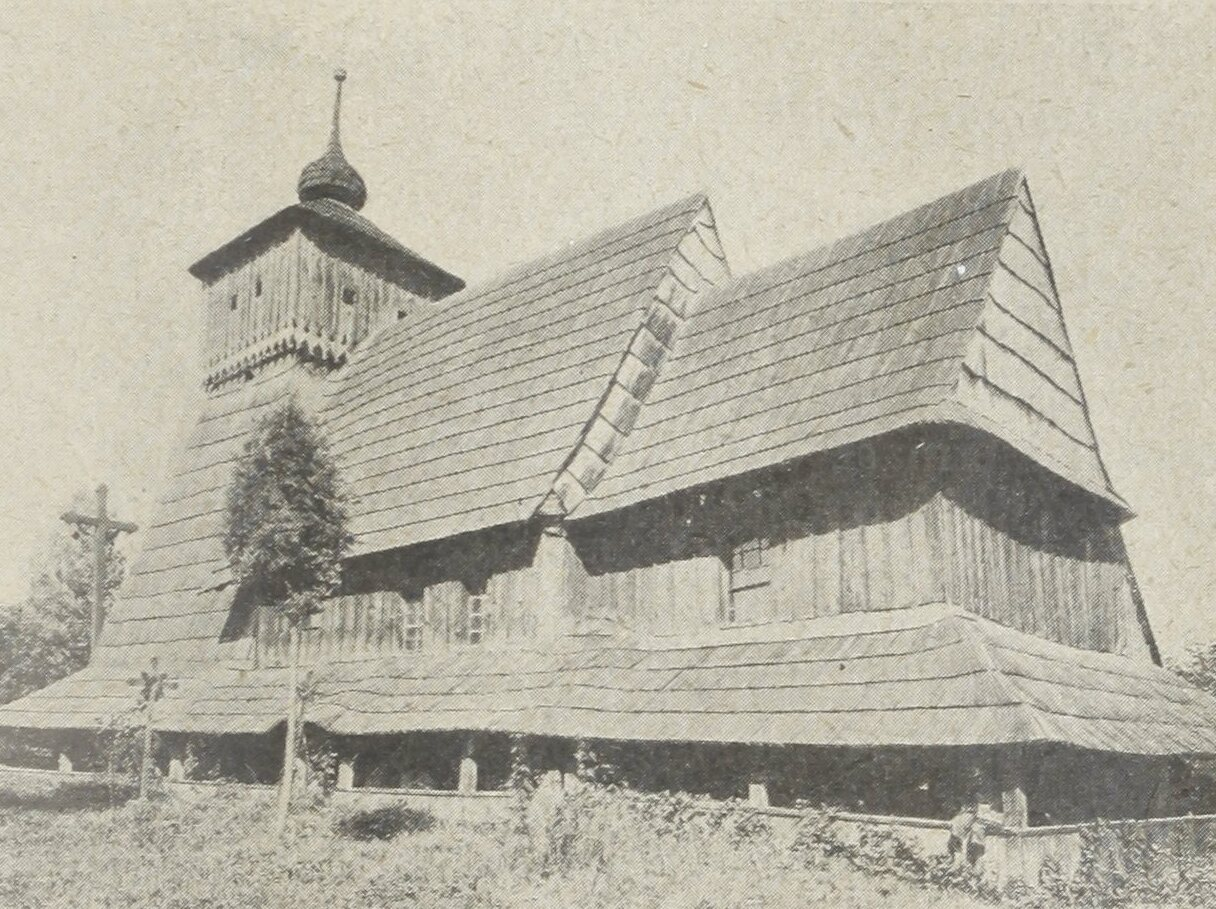
Kościół przed 1932

Wybudowany został przez miejscowych ewangelików ok. 1563 roku (taka data widniała na drewnianym portalu wejściowym do zakrystii) i użytkowany był przez nich do 1654, kiedy to 23 marca został im odebrany przez specjalną komisję, choć przez następne stulecia zdecydowaną większość mieszkańców wsi stanowili luteranie. 8 marca 1661 biskup krakowski Mikołaj Oborski poświęcił kościół i ołtarz. Pomimo to sprawozdanie z wizytacji kościelnej w 1679 pisze o nim jako zdaje się niekonsekrowany, pw. Przenajświętszego Sakramentu, filialny parafii w Trzycieżu. W 1781 wieżę wybudowali ewangelik z Rakowca Jan Molin i katolik z Gnojnika Jan Duława. W 1863 wykonano reparacje i kamienną podmurówkę, a kolejny remont przeprowadzono w roku 1877. W latach 2011–2012 dokonano gruntownej rewitalizacji kościoła. Nocą z 1 na 2 sierpnia 2017 kościół spłonął. W lipcu 2020 rozpoczęto w Gutach budowę repliki, którą poświęcono 6 czerwca 2021 roku.
W architekturze świątyni widoczne były charakterystyczne cechy średniowiecznych kościołów drewnianych. Gotycko-renesansowy kościół był wybudowany w konstrukcji zrębowej, z grubych belek (najgrubsze miały 0,6 m). Nawa była niewielkich rozmiarów: 7 na 7,8 m. Prosto zakończone prezbiterium o wymiarach 5,5 na 5,4 m było przesklepione kolebką z desek. Wysokość sklepienia nad prezbiterium wynosiła 6,8 m. Do prezbiterium przylegała zakrystia (4,3 na 1,9 m). Dostawiona do nawy wieża o wysokości 15,6 m zbudowana była na rzucie kwadratu. Przyziemie wieży o wymiarach 7,9 na 7,9 m pełniło funkcję przedsionka. Ściany zwężającej się ku górze wieży miały kształt trapezów. W wieży znajdowały się trzy dzwony, z czego najstarszy z 1565 roku. Kościół otaczały otwarte soboty. Nawa i prezbiterium nakryte były odrębnymi dachami dwuspadowymi krytymi gontem, przy czym dach prezbiterium był niższy. Wysokość dachu nawy wynosiła 10,3 m. Wieża nakryta była dachem namiotowym zwieńczonym niewielką kopułką.
Główny ołtarz był barokowy, a zastąpił on pierwotny z 1592 r., później umieszczony z boku. XVI-wieczny ołtarz z obrazem "Ostatnia Wieczerza" namalowanym na desce, posiadał herby donatorów: Jerzego Sobka z Kornic i Jerzego Nieborskiego z Nieborów. Oratorium pochodziło prawdopodobnie z 1626 roku, udekorowane było arabeskami wykonanymi w 1642 przez Szczepana Sowę z Nieborów.